# Vasile Năstase
Vasile Dorel Năstase (født 1. januar 1962 i Podu Turcului, Rumænien) er en rumænsk tidligere roer.
Năstase vandt en sølvmedalje ved OL 1992 i Barcelona, som del af den rumænske otter. Det er den hidtil eneste rumænske OL-medalje i otter på herresiden. I finalen blev rumænerne besejret ganske knebent af Canada, der vandt guld. Tyskland tog bronzemedaljerne. Resten af besætningen i den rumænske båd bestod af Iulică Ruican, Viorel Talapan, Gabriel Marin, Dănuț Dobre, Valentin Robu, Vasile Măstăcan, Ioan Vizitiu og styrmand Marin Gheorghe. Năstase deltog kun ved dette ene OL.
Năstase vandt desuden en VM-guldmedalje i firer med styrmand ved VM 1989 i Jugoslavien.

## OL-medaljer
- 1992:  Sølv i otter